# Aydoğdu (Name)
Aydoğdu ist ein türkischer männlicher Vorname, gebildet aus den Elementen ay (türk. für „Mond“) und doğdu, der auch als Familienname auftritt. Außerhalb des türkischen Sprachraums kann vereinzelt die nicht-türkische Schreibweise Aydogdu vorkommen. Aydoğan, gebildet aus den Elementen ay und doğan (türk. für „Falke“), hat dieselbe Bedeutung wie Aydoğdu.

## Namensträger

### Familienname
- Abdullah Aydoğdu (* 1991), türkischer Goalballspieler und Teilnehmer der Paralympics (B3)
- Deniz Aydoğdu (* 1983), deutsch-türkischer Fußballspieler
- Emel Aydoğdu (* 1990), deutsch-kurdische Regisseurin
- Furkan Aydogdu (* 1988), österreichisch-türkischer Fußballspieler
- İlhan Aydoğdu (* 1983), türkischer Fußballspieler
- Oğuz Aydoğdu (* 1960), türkischer Fußballspieler und -trainer
- Soner Aydoğdu (* 1991), türkischer Fußballspieler